# Yueqing
Yueqing (乐清市S, Yuèqīng ShìP) è una città-contea della Cina, situata nella provincia dello Zhejiang.